# Audiracq
Pour les articles homonymes, voir Audiracq.
Audiracq est une ancienne commune française du département des Pyrénées-Atlantiques. En 1833, la commune fusionne avec Monassut pour former la nouvelle commune de Monassut-Audiracq.

## Géographie
Audiracq est un village du Vic-Bilh, situé au nord-est du département et de Pau.

## Toponymie
Le toponyme Audiracq, village de Monassut, apparaît sous la forme 
Audirac (1385, censier de Béarn) et 
Audiracq sur la carte de Cassini (fin XVIIIe siècle).

## Histoire
Paul Raymond note qu'Audiracq comptait une abbaye laïque, vassale de la vicomté de Béarn. En 1385, Monassut, Audiracq et Gerderest formaient une seule commune et les trois paroisses comptaient ensemble vingt-cinq feux et dépendaient du bailliage de Lembeye.

## Démographie
| 1793 | 1800 | 1806 | 1821 |
| ---- | ---- | ---- | ---- |
| 82   | 58   | -    | 91   |

## Culture locale et patrimoine

### Patrimoine civil
Le château date du début du XIXe siècle. 

### Patrimoine religieux
L'église de l'Assomption-de la-Bienheureuse-Vierge-Marie date du haut Moyen Âge. On y trouve du mobilier inscrit à l'Inventaire général du patrimoine culturel.

## Pour approfondir